# Susanna van Steenwijk
Pour les articles homonymes, voir Steenwyck.
Susanna van Steenwijk née Susanna Gaspoel (années 1580 - 1664) est une peintre connue pour ses illustrations d'architecture. Elle est également l'épouse du peintre Hendrik van Steenwijk II. Ces œuvres datent des années 1640, et ont été peintes à Leyde et Amsterdam.
Comme son époux, elle peint des intérieurs d'églises.

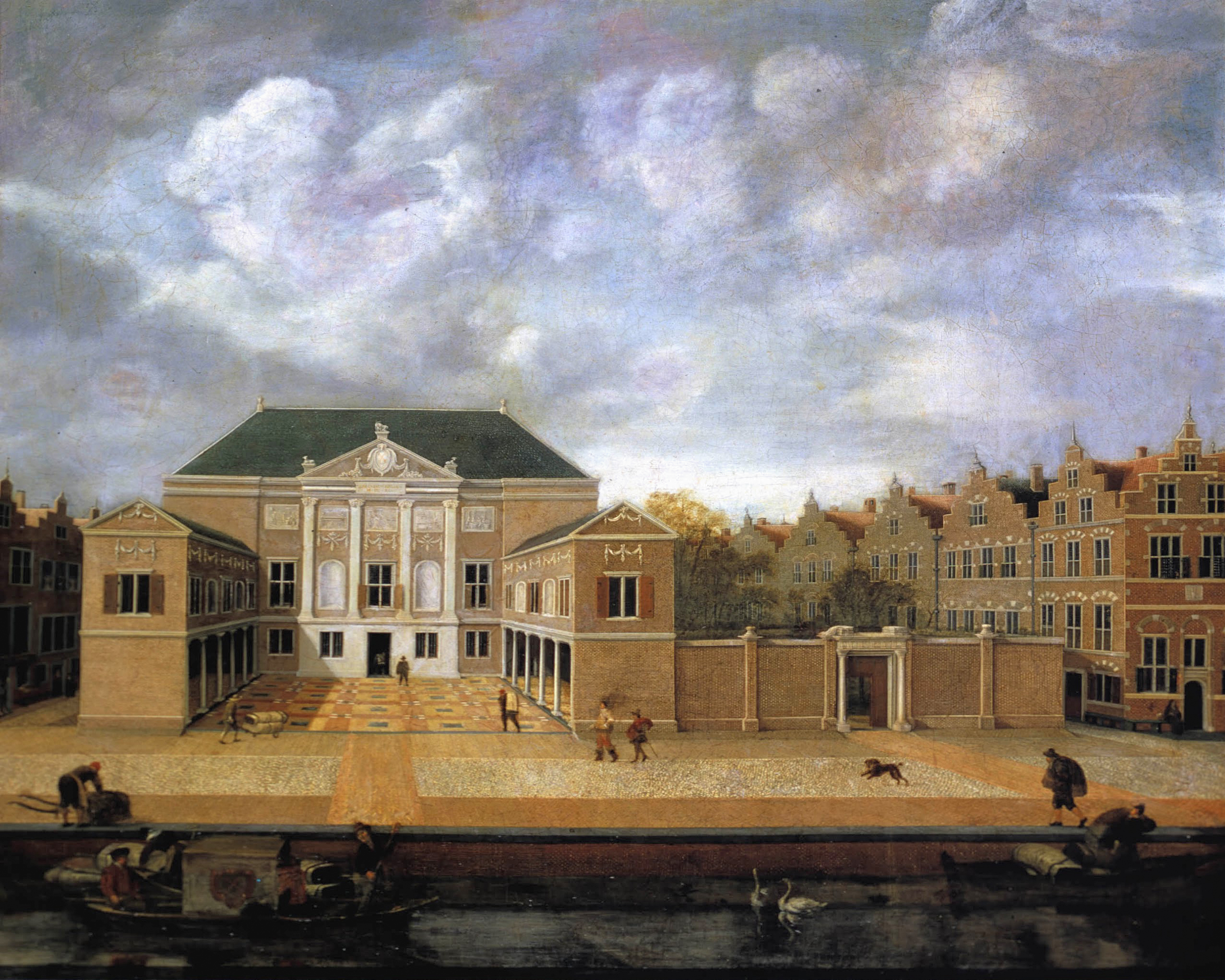
Suzanna van Steenwijk, Lakenhal, 1642, musée de Leyde.